# RemixeS
RemixeS è la seconda compilation di remixes della cantante francese Mylène Farmer, pubblicato il 2 dicembre 2003 dalla Polydor Records.

## Il disco
Questa compilation è stata realizzata grazie al sito remyxes.com, dove molti fan si dilettavano a remixare i pezzi della Farmer. La bella canadese, all'inizio contraria, si convincerà alla fine a mettere su un cd i remixes più riusciti dei suoi precedenti successi. Per la copertina dell'album sarà la stessa sorella di Mylène, Brigitte Gautier, a lavorare sul design. Dalla compilation saranno estratti tre remixes che usciranno solo sotto forma di 33 giri: Sans contrefaçon, Je t'aime mélancolie e L'Instant X.
L'album contiene 11 remixes e ha venduto circa 150 000 copie in tutt'Europa.

## Tracce
1. "Sans contrefaçon" - J.C.A. remix - Remixed by J.C.A. (5:52)
2. "L'Instant X" - The X key mix by One-T - Remixed by One-T 3:39)
3. "L'Âme-Stram-Gram" - Full Intention Sultra Mix (7:57)
4. "C'est une belle journée" - Devil Head remix - Remixed by Devil Head 5:10)
5. "XXL - JXL Remix - Remixed by Junkie XL (6:06)
6. "Je t'aime mélancolie - Felix Da Housecat Remix – Remixed by Felix Da Housecat (4:45)
7. "Pourvu qu'elles soient douces - Paul Oakenfold Remix – Remixed by Paul Oakenfold (4:03)
8. "California" - Romain Tranchart & Rawman Remix – Remix and additional production by Romain Tranchart & Rawman (6:17)
9. "Libertine" - Y-Front Remix – Remixed by Y-Front 4:02)
10. "Optimistique-moi" - Junior Jack Psycho Vocal Mix – Remix produced by Junior Jack 8:00)
11. "Désenchantée" - Thunderpuss Club Anthem – Remix produced by Thunderpuss (10:04)

## Singoli
- Sans contrefaçon
- Je t'aime mélancolie
- L'Instant X